# Heerenbeek

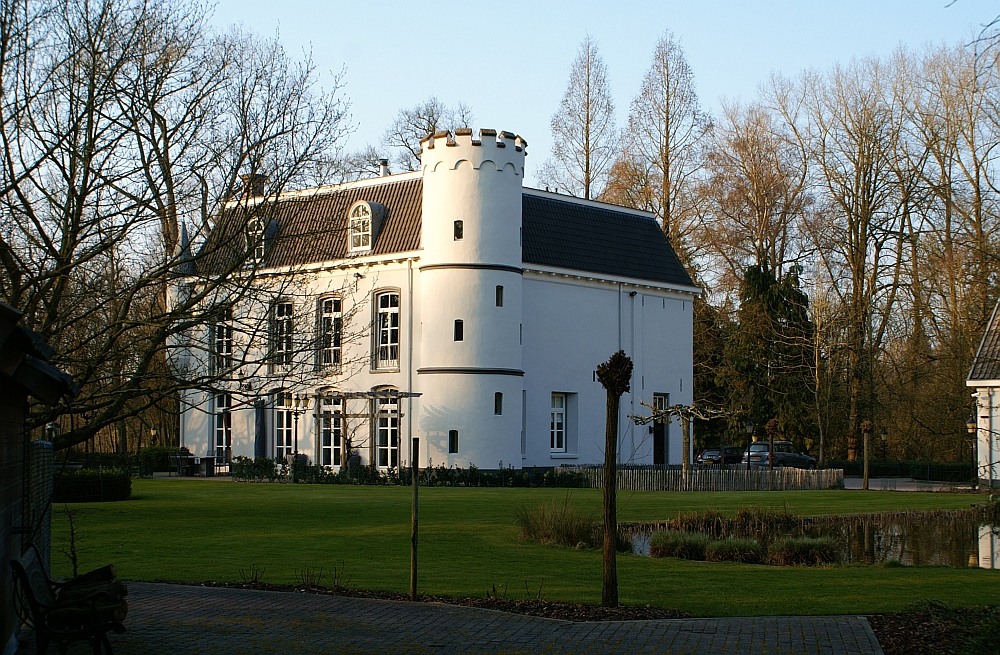
Heerenbeek

Heerenbeek is een landgoed met landhuis en hoeve in het noorden van de Noord-Brabantse gemeente Oirschot. Het is een van de leembossen die deel uitmaken van het meer dan 1300 hectare grote gebied Mortelen en Scheeken dat onderdeel is van Nationaal Landschap Het Groene Woud. Stichting Het Brabants Landschap is eigenaar van het landgoed.

## Geschiedenis
In 1303 schonk Hertog Jan II van Brabant 110 bunder land in de herdgang Straten aan de Abdij van 't Park te Heverlee. Dit bestond waarschijnlijk uit moerassig bos met veel elzen en was onderdeel van het Woud van Oirschot. Onder leiding van een uithofmeester werd begin 14e eeuw een hoeve gebouwd. De hoeve ligt aan de westzijde van Heerenbeek, niet ver van de hoeve op Velder. Heerenbeek ontwikkelde zich als een landgoed dat landbouwproducten levert. Op 10 juli 1400 koos Abdij van 't Park om Heerenbeek in erfpacht uit te geven aan de gebroeders Jan en Walter van Bruystem. Heerenbeek was toen 143 hectaren groot.
Niet alle erfpachters gingen goed met Heerenbeek om. Sommige verkochten zelfs gedeelten van Heerenbeek. Zo was Jheronimus Bosch tijdelijk eigenaar (via zijn vrouw Aleid van den Meervenne) van een gedeelte van Heerenbeek, namelijk de Acht Bunders. In 1517 kwamen de Acht Bunders van Jheronimus Bosch weer definitief terug bij Abdij van 't Park.
Een van de belangrijkste pachters was de Liempdenaar Peter Mertensone van Collenberghe. Vanaf 1607 pachtte Peter Mertensone van Collenberghe (1577-1664) Heerenbeek. Van 1606 tot 1652 pachtte hij de hoeve en werd hij opgevolgd door Jan Petersz. van Collenbergh. Tijdens zijn pachtperiode werd in 1628 de nog aanwezige Vlaamse schuur gebouwd en werd in 1650 de Heerenbeekkaart gemaakt.
In 1759 kwam Heerenbeek in handen van Marcellus Bles (1715-1797), die in 1761 ook Heer van Moergestel zou worden. Bles was de eerste particuliere eigenaar van Heerenbeek. Na de dood van Marcellus Bles werd Cornelia Bles (1748- 1830) de erfgename, maar zij heeft nooit op Heerenbeek gewoond. In 1834 werd Heerenbeek verkocht aan Johannes Diepen (1774-1844). Hij werd in 1835 ook eigenaar van het aangrenzende Velder. Zijn erfgenamen verkochten in 1852 Heerenbeek en Velder. Op 21 februari 1852 werd Heerenbeek voor fl. 46.000 verkocht aan Menno Louis Victor de Girard de Mielet van Coehoorn (1822-1878). In 1860 werd de oorspronkelijke hoeve verbouwd in huize Heerenbeek. De ouders van Menno, Jan Philip baron de Girard de Mielet van Coehoorn 1794-1872) en jonkvrouw Elisabeth Wilhelmina de Bije (1796-1865) gingen er wonen tot de tweede verbouwing in 1864. De kinderen van Menno, namelijk Gabrielle en Menno legden de eerste steen voor deze verbouwing.
Vanaf 1871 woonde Menno Louis Victor baron de Girard de Mielet van Coehoorn en zijn gezin op Heerenbeek. Na de dood van Menno Louis Victor baron de Girard de Mielet van Coehoorn werd zijn zoon Menno Hugues Philippe Aymerij Raoul de Girard de Mielet van Coehoorn (1853-1911) eigenaar. De drie dochters, de drie freules namelijk Jeanette Wernarda Louise de Girard de Mielet van Coehoorn (1887-1958); Maria (Mary) Elisabeth de Girard de Mielet van Coehoorn (1888-1974) en Charlotte Louise de Girard de Mielet van Coehoorn (1889-) waren betrokken bij de boedelscheiding in 1916.
Jeanette Wernarda Louise de Girard de Mielet van Coehoorn, de vrouw van Johannes Beelaerts van Blokland werd eigenaresse van Heerenbeek. Zij verkocht in 1917 Heerenbeek waarna het 174 hectare grote Heerenbeek opgedeeld werd.
De begraafplaats van familie de Girard de Mielet van Coehoorn, bevindt zich anderhalve kilometer naar het westen, aan de Oude Grindweg in Oirschot. De familie is in mannelijke lijn uitgestorven, maar de Van Coehoornweg houdt de naam levend.
In 1917 werd het landgoed voor fl. 88.000 verkocht aan Groninger Jozef Elias van Hasselt (1874-1942). Nog geen acht dagen later verkocht Jozef Elias het voor fl. 98.398,- aan NV Exploitatiemaatschappij Alzando. Tot 1921 bleef NV Exploitatiemaatschappij Alzando eigenaresse van het onverdeelde Heerenbeek. NV Exploitatiemaatschappij Alzando ging Heerenbeek op een dure, rigoureuze en grootschalige manier ontginnen. In 1921 verkeerde NV Exploitatiemaatschappij Alzando al in liquidatie en begon de opsplitsing van Heerenbeek. Tussen 1921 en 1924 werd het in zeven stukken opgedeelde Heerenbeek verkocht. Via Henrie Charles Jacques Gielen kwamen belangrijke onderdelen bij N.V. Maatschappij tot Exploitatie van Onroerende Goederen Libra en bij Stichting Spaarfonds Bodemcultuur terecht.
Later werden verschillende gedeelten opgekocht door Christianus van Gorp. Zijn dochter Ria van Gorp, gehuwd met Maximiliaan Wösten verkocht het later aan Brabants Landschap. Het gedeelte van het oorspronkelijke Heerenbeek ten zuiden van de Van Coehoornweg is geen onderdeel meer van het huidige Heerenbeek.

## Landhuis en Hoeve

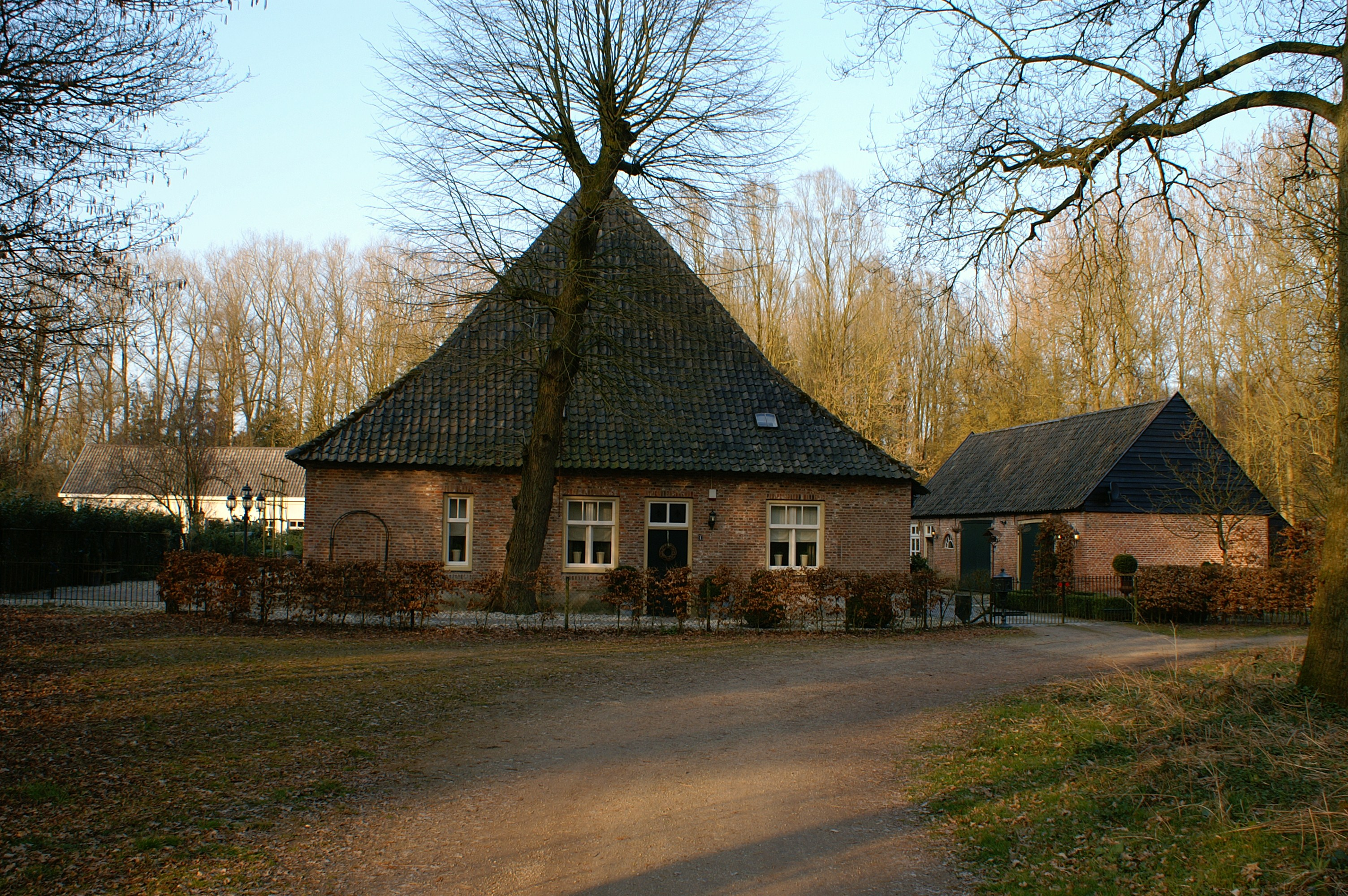
Vlaamse schuur op Heerenbeek

Het landhuis is een gemeentelijk monument en particulier eigendom. Door de wit gepleisterde muren en hangtorens lijkt het op een kasteeltje. Een brand verwoestte in 1998 het interieur. Na herstel van de schade wordt het weer bewoond. Vanaf de Oude Grintweg loopt een oprijlaan naar het huis. Achter huize Heerenbeek bevindt zich de Vlaamse schuur uit 1628 die in 1997 geheel is gerestaureerd. Dit is het oudste gebouw op het landgoed, het is een rijksmonument en in gebruik als woonhuis.

## Natuur
Het landgoedbos dat dit gebied kenmerkt is relatief oud, namelijk uit de 2e helft van de 18e eeuw. In tegenstelling tot De Mortelen, dat afwisseling van landbouwgrond en bospercelen kent, is het bos in Heerenbeek aaneengesloten. Driekwart van het gebied bestaat uit vochtig loofbos. Men heeft hier vooral populieren aangeplant. De vochtige bodemgesteldheid wordt mede veroorzaakt door de leemlagen in de bodem. Er groeien veel plantensoorten, zoals bosanemoon en slanke sleutelbloem, en ook eenbes en grote keverorchis komen voor. Daarnaast worden zwarte rapunzel, kleine valeriaan, boskortsteel, gulden boterbloem en schaafstro gevonden.
Tot de broedvogels behoren boomvalk, torenvalk, bosuil, ransuil, steenuil, middelste bonte specht en houtsnip.

## Europese normen
Velder, Heerenbeek en De Geelders behoren tot de leembossen binnen het nationaal landschap Het Groene Woud. Uit inventarisaties blijkt dat de bossen voldoen aan de Europese criteria voor aanwijzing als Natura 2000 gebied c.q. Vogelrichtlijn-gebied. Daarbij gaat het om bijzondere vogelsoorten als de middelste bonte specht, wespendief en houtsnip en bijzondere slakken. Het gebied is echter niet als zodanig aangewezen.